# HoboSapiens
Albums de John Cale
5 Tracks
(2003) Process
(2005)
HoboSapiens est le treizième album studio du multi-instrumentiste Gallois John Cale. L'album fut publié le 6 octobre 2003 chez EMI Records. C'était son premier album studio depuis 1996; l'album a été coproduit avec Nick Franglen (en) et la pochette fut réalisée par Jon Shard.

## Titres
1. Set Me Free (morceau caché) – 4:35
2. Zen – 6:03
3. Reading My Mind – 4:11
4. Things – 3:36
5. Look Horizon – 5:40
6. Magritte – 4:58
7. Archimedes – 4:40
8. Caravan – 6:43
9. Bicycle – 5:05
10. Twilight Zone – 3:49
11. Letter from Abroad – 5:10
12. Things X – 4:50
13. Over Her Head – 5:22

## Personnel
- John Cale : chant, alto électrique, guitare, guitare basse, choriste, piano, harmonium, échantillon.
- Andy Green : guitare, échantillon.
- Erik Sanko : guitare basse
- Joe Gore : guitare
- Emil Miland : violoncelle
- Ryan Coseboom : échantillon
- Michael Eldridge : échantillon
- Marco Giovino : batterie et percussions.
- Lance Doss : guitare, choriste
- John Kurzweig : guitare
- Joel Mark : guitare, guitare basse
- Jeff Eyrich : guitare basse
- Bill Swartz : batterie
- Eden Cale (cs) : choriste
- Dimitri Tokovoi : échantillon
- Brian Foreman : guitare basse
- Shelley Harland : échantillon
- Lisa Bielawa, Elizabeth Farnum, Alexandra Montana, Gayla Morgan, Roberto, Daniele, Alba Clement et Giovani : choristes.
- Brian Eno : échantillon